# 요네자와역
요네자와역(일본어: 米沢駅, よねざわえき 요네자와에키[*])은 일본 야마가타현 요네자와시에 있는 철도역으로 야마가타 신칸센, 야마가타 선, 요네사카 선이 지난다.

## 역 구조

### 승강장
| 1    | ■ 야마가타 신칸센 | (하행)        | 야마가타 · 신조 방면                                          |
| 1    | ■ 야마가타 신칸센 | (상행)        | 후쿠시마 · 우쓰노미야 · 오미야 · 도쿄 방면                    |
| 1    | ■ 야마가타 선     | (하행)        | 야마가타・신조 방면                                           |
| 2    | ■ 야마가타 신칸센 | (하행)        | 야마가타・신조 방면 (열차 교환시 한함)                        |
| 2    | ■ 야마가타 신칸센 | (상행)        | 후쿠시마 · 우쓰노미야 · 오미야 · 도쿄 방면 (열차 교환시 한함) |
| 2    | ■ 야마가타 선     | (하행)        | 아카유 · 야마가타 방면                                        |
| 2    | ■ 야마가타 선     | (상행)        | 후쿠시마 방면                                                 |
| 3    | ■ 야마가타 선     | (하행)        | 아카유 · 야마가타 방면                                        |
| 3    | ■ 야마가타 선     | (상행)        | 후쿠시마 방면                                                 |
| 4・5 | ■ 요네사카 선     | ■ 요네사카 선 | 이마이즈미 · 오구니 · 사카마치 방면                           |

## 인접역
| 동일본 여객철도 오우 본선   | 동일본 여객철도 오우 본선   | 동일본 여객철도 오우 본선    |
| --------------------------- | --------------------------- | ---------------------------- |
| 후쿠시마 후쿠시마 방면      | ■ 야마가타 신칸센 쓰바사 호 | 다카하타 야마가타 방면       |
| 세키네 후쿠시마 방면        | ■ 야마가타 선               | 오이타마 야마가타 방면       |
| 동일본 여객철도 요네사카 선 |                             |                              |
| 시·종착역                   | ■보통                       | 미나미요네자와 사카마치 방면 |